# GPTZero
GPTZero és un programari de detecció d'intel·ligència artificial desenvolupat per a identificar textos generats artificialment, com els produïts per models de llenguatge extens. Tot i que GPTZero va ser elogiat pels seus esforços per a prevenir la deshonestedat acadèmica, alguns mitjans de comunicació n'han criticat la taxa de falsos positius.

## Història
GPTZero va ser desenvolupat per Edward Tian, un estudiant de grau de la Universitat de Princeton, i es va presentar en línia el gener de 2023 en resposta a les preocupacions sobre l'ús de la intel·ligència artificial (IA) pel que fa al plagi acadèmic. GPTZero va declarar el maig de 2023 que havia recaptat més de 3,5 milions de dòlars en capital llavor.
En la primera setmana del seu llançament, el GPTZero va experimentar 30.000 usos, a més de comptar amb el suport de l'empresa d'aplicacions web Streamlit que va assignar més recursos del servidor com a resposta. El juliol del 2024 comptava ja amb 4 milions d'usuaris.

## Funcionament
GPTZero utilitza qualitats que anomena «perplexitat» i burstiness per a intentar determinar si un passatge ha estat escrit per una IA. Segons l'empresa, la «perplexitat» és com de probable és el text de la frase i si la forma en què es construeix és inusual o sorprenent per a l'aplicació. Es basa en models lingüístics, i com més models d'aquest tipus, més probabilitats hi ha que una persona no hagi escrit el text. En canvi, burstiness compara frases entre si, determinant la seva similitud. El text humà és més discontinu, és a dir, els humans tendeixen a escriure amb més variacions de frases que la IA. La comunitat acadèmica ha intentat utilitzar GPTZero per a fer front a les preocupacions sobre el contingut generat per IA per plagi. Les institucions educatives, inclosa la Universitat de Princeton, han discutit l'ús de GPTZero per a combatre el contingut generat per IA en entorns acadèmics, amb opinions contradictòries. L'octubre de 2023 GPTZero s'havia associat amb l'American Federation of Teachers.
En un article de març de 2023 titulat «Can AI-Generated Text be Reliably Detected?», els informàtics teòrics Vinu Sankar Sadasivan, Aounon Kumar, Sriram Balasubramanian, Wenxiao Wang i Soheil Feizi de la Universitat de Maryland van demostrar empíricament i teòricament que diversos detectors de text d'IA no són fiables en escenaris pràctics. The Washington Post va assenyalar l'agost de 2023 que GPTZero pateix falsos positius, subratllant que «fins i tot una petita taxa d'error significa que alguns estudiants podrien ser acusats erròniament».